# Pasarela de la Cartuja (Sevilla)
La pasarela de la Cartuja es un puente que cruza el río Guadalquivir en Sevilla (España), construido con motivo de la Exposición Universal de 1992.

## Situación
Es el tercer puente que cruza el río desde el norte sobre la dársena del Guadalquivir, que cruza la ciudad de norte a sur. Parte desde la calle torneo (a la altura del barrio de San Vicente) en la orilla izquierda, y en la orilla derecha, llega hasta el Camino de los Descubrimientos, en la Isla de la Cartuja, a la altura del Monasterio de Santa María de la Cuevas, que fuera Pabellón Real en la Exposición Universal de 1992.

## Historia
Fue diseñado por Fritz Leonhardt y Luis Viñuela Rueda y construido en 1991 en el contexto de la Exposición Universal de 1992, durante la cual, debía estar reservado únicamente a paso peatonal. Desde el año 2004, se encuentra abierto también al tráfico rodado.

## Construcción
Su estilo, al contrario que los otros puentes construidos con motivo de la Exposición Universal de 1992, es voluntariamente discreto, para que el monasterio vecino, restaurado con motivo también de la Expo’92 siguiera siendo el monumento más visible.
Se construyó enteramente en tierra firme, sobre la margen izquierda del río, antes de ser girado para colocarlo sobre el Guadalquivir.  Sus apoyos son asimétricos: excepto los dos contrafuertes, posee un único apoyo sobre la orilla izquierda.

## Récord
La estructura portante de la Pasarela de la Cartuja mide 238 metros de longitud, con un ancho de únicamente 11 metros. Estas dimensiones, le hacen figurar como el puente más esbelto (relación entre longitud y anchura) del mundo. Se encuentra desde 2007 en el Libro Guinness de los récords.